# Sulutumana
I Sulutumana (dal lombardo occidentale sul'utumàna, "sul divano") sono un gruppo musicale italiano originario di Canzo (CO) che si allaccia alla tradizione della musica popolare e dei cantautori.
Nelle loro canzoni raccontano piccole storie di vita quotidiana, un minimalismo che ricorda quello dello scrittore statunitense Raymond Carver.

## Storia del gruppo
Le origini del gruppo risalgono al 1989 quando il gruppo era solo un duo formato da Gian Battista Galli e Michele Bosisio, interpreti di cover di cantautori e canzoni popolari.
Ma solo nove anni dopo divenne un vero e proprio gruppo con l'inserimento di Francesco Andreotti (piano, fisarmonica), Angelo "Pich" Galli (flauto, cori), Nadir Giori (basso e contrabbasso), Antonello Matzutzi (batteria) ed Andrea Aloisi (violino). Nel 2000 pubblicò il primo CD-single composto da 2 canzoni (Carlina Rinascente e La danza  prodotto da Alabianca per I dischi del Club Tenco). Il gruppo venne invitato a Sanremo al Premio Tenco dove vinsero la targa IMAIE con miglior artista inedito.

### La danza
Nel 2001 pubblicarono autoproducendolo il loro primo album La danza, che oltre a contenere i brani del singolo comprendeva altri nove brani tra cui L'eclissi con una citazione finale di una poesia di Pablo Neruda e Viöla unico brano dell'album cantato in dialetto. Questo primo lavoro si è ritagliato nel tempo una fama di album di culto tanto da essere considerato per molti tra i migliori album di musica cantautorale del decennio.
Dopo il secondo CD single del 2002 con 3 brani (I Pess), nel 2003 il gruppo pubblicò il secondo album Di segni e di sogni, disco più intimista del precedente.
Nel 2004 venne allegato al libro Angeli a perdere dello scrittore comasco Johnny99 un mini-album contenente: l'inedito Donna Lombarda (tratto da una canzone popolare) e cinque brani in nuove versioni. Parteciparono al Mantova Musica Festival ed aprirono il concerto dei Modena City Ramblers al Mazdapalace di Milano.
Parteciparono al progetto Sport e cultura per la pace promosso dal Ministero dei Beni Culturali in occasione delle Olimpiadi di Atene con il brano Antemare, suonando ad Alessandria d'Egitto. Dopo quest'intensa annata il batterista Matzutzi uscì dal gruppo, rimpiazzato da Samuel Elazar Cereghini.

### Decanter
Il 2005 fu l'anno di un nuovo disco Decanter, il disco è meno legato a suoni tradizionali e più sperimentale con echi di musiche etniche. Il brano Anam-Ji è ispirato da Tiziano Terzani. Sempre nel 2005 parteciparono, curando gli arrangiamenti, allo spettacolo teatrale L'incredibile meravigliosa storia di Prinsi Raimund scritto da Giuseppe Adduci e messo in scena dal Teatrogruppo Popolare, pubblicato in seguito su CD. Raccontando la storia di una gara canora tra gli abitanti della collina e della valle i Sulutumana rivisitano una grande varietà di musiche popolari italiane, il disco sarà successivamente riunito a Decanter in un doppio-CD (Decanter più).
Nel 2006 uscì il cd-singolo diventato poi mini-album Il lago di Como frutto dell'intensa attività presso le scuole e l'anno seguente Ciao Piccolo Principe, album dedicato al famoso racconto di Antoine de Saint-Exupéry, canzoni originariamente scritte per l'omonimo spettacolo teatrale del gruppo Teatrogruppo Popolare. In questo periodo il gruppo ha realizzato con Milvia Marigliano lo spettacolo teatrale di parole e musica, Volti, basato sui testi del poeta napoletano Erri De Luca.
Nel 2007 il chitarrista Michele Bosisio, che si alternava al canto con Gian Battista Galli lasciò il gruppo. I rimanenti componenti del gruppo continuarono con il nome Semi-Suite.

### Arimo
Nel 2008 recuperarono il nome originario di Sulutumana e nel mese di aprile presentarono un nuovo album, Arimo. Il disco nacque dalla collaborazione con lo scrittore Andrea Vitali. Tra i brani, Ogni voce che tace è ispirato al libro di Paolo Monelli Le scarpe al sole, Di pace e di pane è dedicato a Gabriele Moreno Locatelli colpito a morte da un cecchino durante l'assedio di Sarajevo nel 1993, Farfala Sucullo invece è tratto dall'omonimo spettacolo di Giuseppe Adduci che ha vinto il premio Teatro e Shoà 2007.
Nel 2009 la collaborazione con Vitali ha portato al lungo tour Canti & racconti ed alla pubblicazione dell'audiolibro Salani Pianoforte vendesi con la lettura integrale del romanzo da parte dell'autore e le musiche (accompagnamento e otto canzoni di cui quattro inedite e quattro ri-arrangiate ed arricchite) dei Sulutumana. Nel 2010 hanno pubblicato un disco di fiabe La storia cominciò, ispirato alle fiabe tradizionali e alla raccolta Fiabe Italiane di Italo Calvino.
Nel 2012 il gruppo ha partecipato all'iniziativa di eco sensibilizzazione promossa dalla trasmissione Caterpillar M'illumino di meno con il brano Milluminodimeno. A dicembre è uscito l'album Oggi non so leggere - 10 canzoni per Pinocchio, frutto ancora una volta della collaborazione con Giuseppe Adduci.
Nel marzo 2013 il gruppo ha pubblicato l'album raccolta Non c'è limite al meglio, prodotto da Euroteam e distribuito da Artist First con la supervisione artistica di Piero Cassano (Matia Bazar) e Fabio Perversi. L'album è composto da una selezione di brani storici del gruppo riregistrati per l'occasione e con una formazione ridotta a sei elementi, non fanno più parte del gruppo Andrea Aloisi e Marco Castiglioni.
Nell'ottobre 2014, dopo diversi anni dall'ultimo album "per grandi" è uscito (sia in Cd che, per la prima volta per il gruppo, in vinile) il disco di inediti Dove tutto ricomincerà, prodotto ancora da Piero Cassano e Fabio Perversi, che propone undici canzoni dal tono generalmente più pop dei lavori precedenti, con l'eccezione di La rosa e il coltello, manifesto contro il femminicidio, e de Lo spaventapasseri, nata dalla lettura di Rosso Floyd di Michele Mari e dedicata alla memoria del fondatore dei Pink Floyd, Syd Barrett.
Nel frattempo un nuovo avvicendamento alla batteria riporta nel gruppo Marco Castiglioni, in sostituzione di Samuel Elazar Cereghini, che ha comunque partecipato alla registrazione dell'album.

## Discografia

### Album
- 2001 - La danza (Soc. Art. La Corda)
- 2003 - Di segni e di sogni (Soc. Art. La Corda/Venus)
- 2005 - Decanter (Soc. Art. La Corda/Venus)
- 2006 - L'incredibile meravigliosa storia di Prinsi Raimund con Teatrogruppopopolare (Soc. Art. La Corda)
- 2006 - Decanter Più (2 cd: Decanter + L'incredibile meravigliosa storia di Prinsi Raimund) (Alternative Produzioni/Venus)
- 2007 - Ciao Piccolo Principe
- 2008 - Arimo (Alternative Produzioni/Venus)
- 2008 - Il lago di Como 7+ (8 canzoni)
- 2009 - Pianoforte vendesi (audiolibro con Andrea Vitali) (Salani)
- 2010 - La storia cominciò (Soc. Art. La Corda/Venus)
- 2012 - Oggi non so leggere - 10 canzoni per Pinocchio (Soc. Art. La Corda)
- 2014 - Dove tutto ricomincerà (Euroteam)
- 2018 - Vadavialcù

### Singoli/EP
- 2001 - Carlina Rinascente (2 canzoni)
- 2002 - I pess EP
- 2004 - Antemare (singolo)
- 2004 - Angeli a perdere CD+Libro (No Reply)
- 2006 - Il lago di Como (3 canzoni)

### Raccolte
- 2013 - Non c'è limite al meglio (Euroteam)

### Partecipazioni a compilation
- 2004 - Mantova Musica Festival (UPR) con i brani 'Piccola veliera' e 'Il Volo di carta'

## Formazione

### Formazione attuale
- Gian Battista Galli (voce, fisarmonica, testi)
- Francesco Andreotti (tastiere)
- Nadir Giori (basso e contrabbasso)
- Angelo "Pich" Galli (flauto, rumori)
- Beppe Pini  (chitarre)
- Marco Castiglioni (batteria)

### Ex componenti
- Michele Bosisio (chitarra, voce)
- Antonello Matzutzi (batteria, percussioni)
- Raffaele Cogliati (chitarre in Arimo)
- Andrea Aloisi (violino)
- Samuel Elazar Cereghini (percussioni, batteria)

### Ospiti
- Francesco Manzoni (tromba, flicorno in Ribes e La vera storia di Marisa Puchenia in La danza, tromba in Avorio e oro e L'ultima onda in Di segni e di sogni)
- Fernanda Calati (voce in Piccola veliera in Di segni e di sogni)
- Mauro Capitale (sassofono in Decanter)
- Pepe Ragonese (tromba in Decanter)
- Simone Mauri (chalemau in Decanter, clarini in La storia cominciò)
- Cristina Bossi (voce in L'incredibile meravigliosa storia di Prinsi Raimund)
- Giuseppe Adduci (voce narrante e cori in L'incredibile meravigliosa storia di Prinsi Raimund, voce recitante in Arriva Mangiafuoco in Oggi non so leggere - 10 canzoni per Pinocchio)
- Silvio Pozzoli (cori in Arimo)
- Maite Reyes Brò (cori e voce in Arimo)
- Francesco Giori (chitarra elettrica in È sceso un uomo al mare e Quando ero burattino in Oggi non so leggere - 10 canzoni per Pinocchio)
- Sofia Metropolitan Orchestra, diretta da Fabio Perversi (in Lunedì mattina e Appeso per la luna in Non c'è limite al meglio)
- Fabio Perversi (tastiere Hammond in Dove tutto ricomincerà)
- Piero Cassano (cori in Dove tutto ricomincerà)

## Riconoscimenti
- Nel 2000 vincono il premio "Un'avventura" in memoria di Lucio Battisti
- Nel 2000 vengono premiati con la Targa Tenco IMAIE come miglior artista inedito.
- Nel 2001 ricevono il premio I migliori che abbiamo patrocinato dal comune di Genova e dalla Fondazione De Andrè
- Nel 2008 vincono il premio Giorgio Lo Cascio
- Nel 2009 vincono il premio La Musica e l'Autore
- Nel 2009 vincono il premio della critica e quello per il miglior arrangiamento alla 1ª edizione del Festival Id&m - Identità e musica[13] patrocinato dalla Regione Lombardia.